# جینز اوییشن
جینز اوییشن (به انگلیسی: Janes Aviation) یک شرکت هواپیمایی است که در ۲۰۰۶ میلادی تأسیس شده‌است. قطب جینز اوییشن در فرودگاه جنوبی لندن قرار دارد.